# Carrie Coon

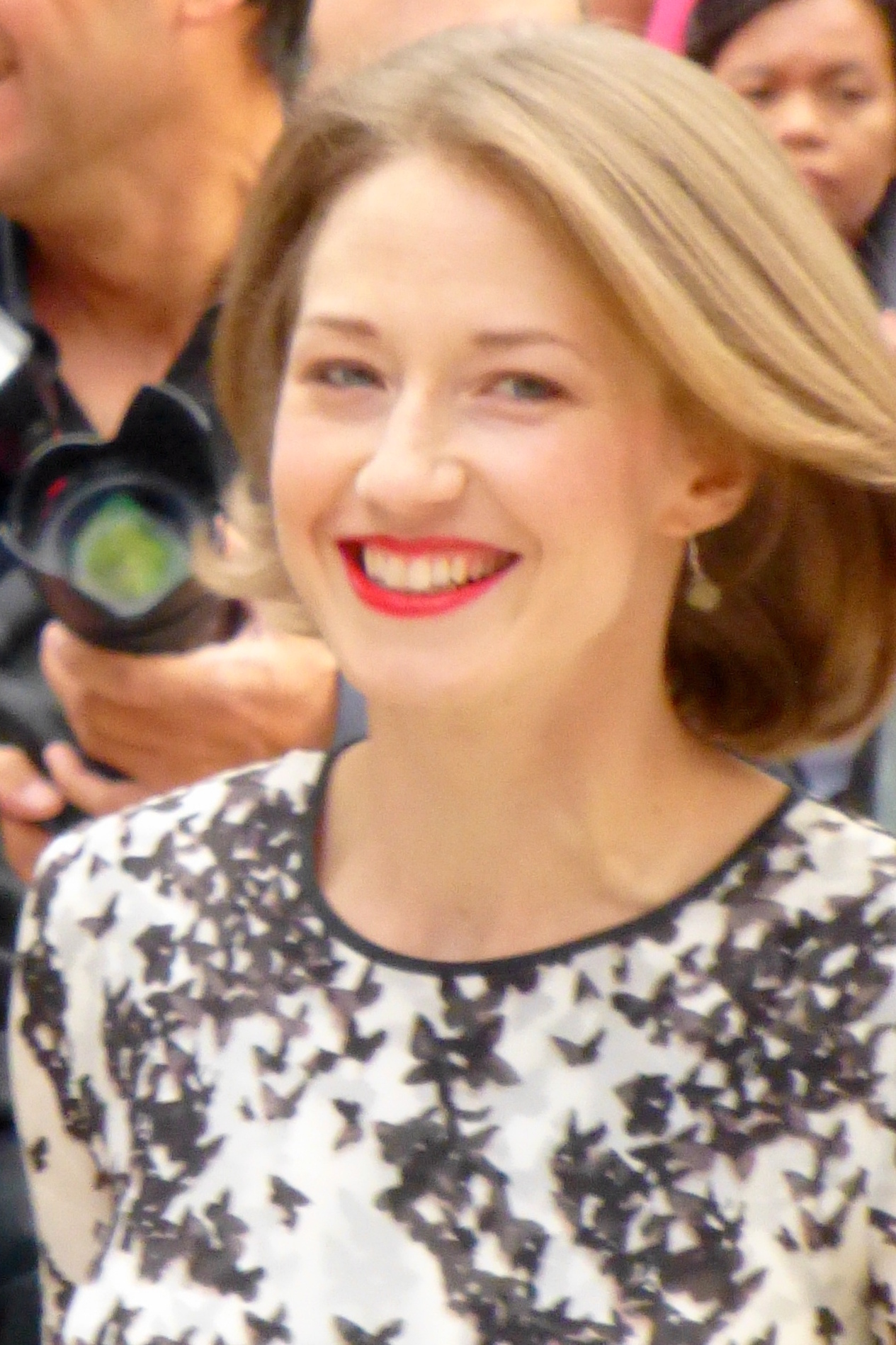
Carrie Coon (2013)

Carrie Alexandra Coon (* 24. Januar 1981 in Copley, Ohio) ist eine US-amerikanische Schauspielerin.

## Leben und Karriere
Carrie Coon wurde im Januar 1981 in Copley im US-Bundesstaat Ohio geboren und wuchs dort in einer Familie von drei Brüdern und einer Adoptivschwester auf. In Alliance schloss sie die University of Mount Union mit einem Bachelor of Arts in Englisch und Spanisch ab. Anschließend machte sie an der University of Wisconsin–Madison ihren Master of Fine Arts in Schauspiel.
Coon begann ihre Karriere in vielen Produktionen der Steppenwolf Theatre Company in Chicago, so trat sie unter anderem in den Stücken Unsere kleine Stadt, Anna Christie, Das Tagebuch der Anne Frank, Die Nacht des Leguan, Der Kaufmann von Venedig, Maß für Maß, Romeo und Julia und Julius Caesar auf. 2010 spielte sie in einer Neuaufführung von Edward Albees Wer hat Angst vor Virginia Woolf? die Rolle der Honey. Dieselbe Rolle porträtierte sie auch ein Jahr später in ihrem Broadwaydebüt, wofür sie einen Theatre World Award und bei den Tony Awards 2013 eine Nominierung als beste Nebendarstellerin erhielt.
Ihre erste Fernsehrolle übernahm sie 2011 in einer Episode der kurzlebigen Serie The Playboy Club. Nach einer größeren Rolle im Kurzfilm One in a Million (2012) spielte sie 2013 und 2014 Gastrollen in den Dramaserien Law & Order: Special Victims Unit, Ironside und Intelligence. Im Juni 2013 wurde sie für die HBO-Serie The Leftovers, einer Adaption des gleichnamigen Romans von Tom Perrotta, für eine der Hauptrollen gecastet. In der Serie, die Ende Juni 2014 Premiere hatte, porträtierte sie Nora Durst, eine Ehefrau und Mutter, deren restliche Familie durch die sogenannte „Entrückung“ verschwunden ist. Im Oktober 2014 war Coon außerdem in David Finchers Verfilmung von Gillian Flynns Roman Gone Girl – Das perfekte Opfer als Margo Dunne, der Zwillingsschwester von Nick Dunne (Ben Affleck), zu sehen. Weitere Film- und Fernsehrollen folgten, darunter in The Nest – Alles zu haben ist nie genug, für den sie für verschiedene Filmpreise nominiert wurde. 2021 war sie in Ghostbusters: Legacy zu sehen, wofür sie eine Nominierung für den Saturn Award erhielt. Ihr Schaffen umfasst mehr als zwei Dutzend Produktionen.
2025 ist Carrie Coon nach ihrer Rolle in The White Lotus als Magnatengattin Bertha Russel in der dritten Staffel von The Gilded Age zu sehen.
Seit 2013 ist Carrie Coon mit dem Schauspieler und Dramatiker Tracy Letts verheiratet. Die beiden sind Eltern eines Sohnes (* 2018) und einer Tochter (* 2021).

## Filmografie
- 2011: The Playboy Club (Fernsehserie, Episode 1x03 A Matter of Simple Duplicity)
- 2012: One in a Million (Kurzfilm)
- 2013: Law & Order: Special Victims Unit (Fernsehserie, Episode 14x20 Vertuscht)
- 2013: Ironside (Fernsehserie, Episode 1x01 Pilot)
- 2014: Intelligence (Fernsehserie, Episode 1x06 Patient Null)
- 2014: Gone Girl – Das perfekte Opfer (Gone Girl)
- 2014–2017: The Leftovers (Fernsehserie, 23 Episoden)
- 2016: Strange Weather
- 2017: Great Choice (Kurzfilm)
- 2017: The Keeping Hours
- 2017: Izzy Gets the Fuck Across Town (Izzy Gets the F*ck Across Town)
- 2017: Fargo (Fernsehserie, 10 Episoden)
- 2017: Die Verlegerin (The Post)
- 2018: Das Vermächtnis des Weißwedelhirschjägers (The Legacy of a Whitetail Deer Hunter)
- 2018: Avengers: Infinity War
- 2018: Kin
- 2018: Widows – Tödliche Witwen (Widows)
- 2018: The Sinner (Fernsehserie, 8 Episoden)
- 2019: Avengers: Endgame (Stimme)
- 2019: Motherhacker (Stimme)
- 2020: The Nest – Alles zu haben ist nie genug (The Nest)
- 2021: What If…? (Fernsehserie, Episode 1x02 Was wäre, wenn T’Challa zu Star Lord geworden wäre?, Stimme)
- 2021: Ghostbusters: Legacy (Ghostbusters: Afterlife)
- seit 2022: The Gilded Age (Fernsehserie)
- 2023: Boston Strangler
- 2023: Drei Töchter (His Three Daughters)
- 2024: Ghostbusters: Frozen Empire
- 2024: Lake George
- 2025: The White Lotus (Fernsehserie)